# 奇副矛鰭石首魚
奇副矛鰭石首魚為輻鰭魚綱鱸形目鱸亞目石首魚科的其中一種，分布東南太平洋的加拉巴哥群島海域，棲息深度3-36公尺，體長可達30公分，棲息在岩石底質海域。